# سيمون هولتزناجل
سيمون هولتزناجل (بالإنجليزية: Simone Holtznagel)‏ ولدت في 12 يوليو 1993 في ولونغونغ في أستراليا. هي عارضة أزياء أسترالية، اشتهرت بظهورها في الموسم السابع من برنامج أفضل عارضة أزياء في أستراليا، حيث حصلت على المركز الثاني.

## وصلات خارجية
- سيمون هولتزناجل على موقع IMDb (الإنجليزية)
- سيمون هولتزناجل على موقع قاعدة بيانات الفيلم (الإنجليزية)